# Трудовые резервы (футбольный клуб, Ленинград)
«Трудовы́е резе́рвы» — футбольный клуб из Ленинграда. Был создан в 1954 году на базе «Динамо» Ленинград. «Трудовые резервы» довольно успешно выступили в 1954, в первом своём сезоне, заняв при этом четвёртое место в чемпионате СССР. Но удача была не долгой, так как в 1955 команда опустилась на 10-е место. По итогам чемпионата 1956 года вылетела в класс «Б».
Расформированы в 1960 году.

## Результаты выступлений

### Чемпионат СССР
| Год  | Соревнование           | Место    | И  | В  | Н  | П  | М     | Тренер            | Примечания          |
| ---- | ---------------------- | -------- | -- | -- | -- | -- | ----- | ----------------- | ------------------- |
| 1954 | Класс «А»              | 4 из 13  | 24 | 8  | 10 | 6  | 29-25 | Александр Абрамов |                     |
| 1955 | Класс «А»              | 10 из 12 | 22 | 5  | 6  | 11 | 28-41 | Александр Абрамов |                     |
| 1956 | Класс «А»              | 12 из 12 | 22 | 3  | 7  | 12 | 25-47 | Александр Абрамов | Вылетел в Класс «Б» |
| 1957 | Класс «Б», 2-я зона    | 3 из 18  | 34 | 21 | 5  | 8  | 68-32 | Олег Ошенков      |                     |
| 1958 | Класс «Б», 1-я зона    | 2 из 16  | 30 | 16 | 10 | 4  | 52-23 | Олег Ошенков      |                     |
| 1959 | Класс «Б», 2-я зона    | 1 из 15  | 28 | 19 | 6  | 3  | 55-19 | Герман Зонин      |                     |
| 1959 | Класс «Б», финал РСФСР | 2 из 4   | 3  | 2  | 0  | 1  | 5-5   | Герман Зонин      |                     |

### Кубок СССР
| Сезон   | Результат         |
| ------- | ----------------- |
| 1954    | 1/16 финала       |
| 1955    | 1/8 финала        |
| 1957    | финал зоны 2      |
| 1958    | 1/4 финала зоны 1 |
| 1959/60 | финал зоны 2      |

## Главные тренеры
- Александр Абрамов (1954—1956)
- Олег Ошенков  (1957—1958)
- Герман Зонин (1959)

## Достижения
- Кубок Прибалтийских стран (1): 1959

Команда «Трудовые резервы — клубная»
- Финалист кубка Ленинграда: 1956[1]